# Petite-Anse (Anses-d'Arlet)
Petite-Anse est un quartier de la commune des Anses-d'Arlet en Martinique.

## Géographie
Le village est situé au sud du bourg d'Anses-d'Arlet le long de la plage de Petite-Anse.

## Tourisme
La plage de Petite-Anse, moins aménagée que les autres plages d'Anses-d'Arlet, a conservé un aspect typique. 

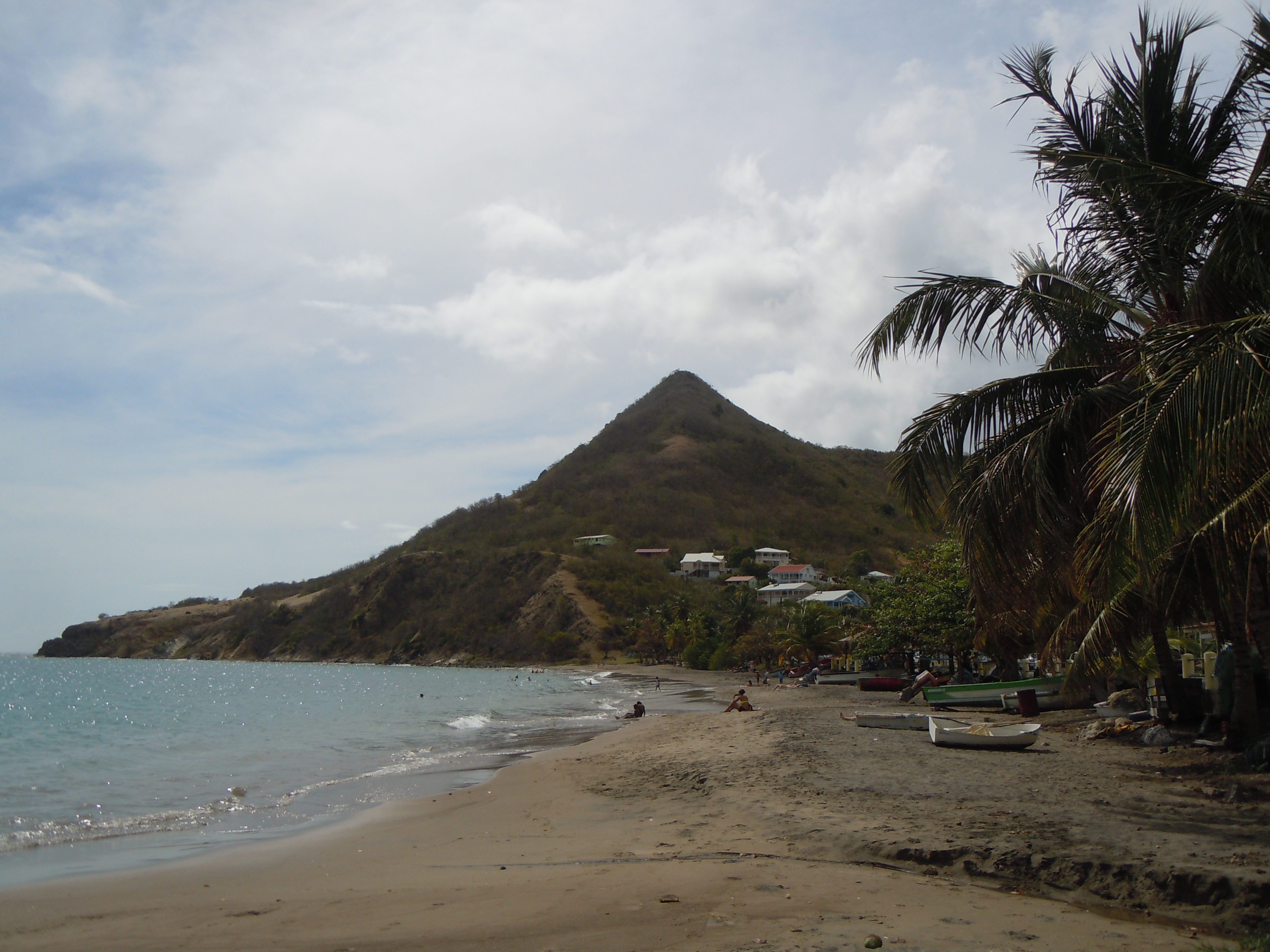
Le Morne Jacqueline, à l'ouest de Petite-Anse
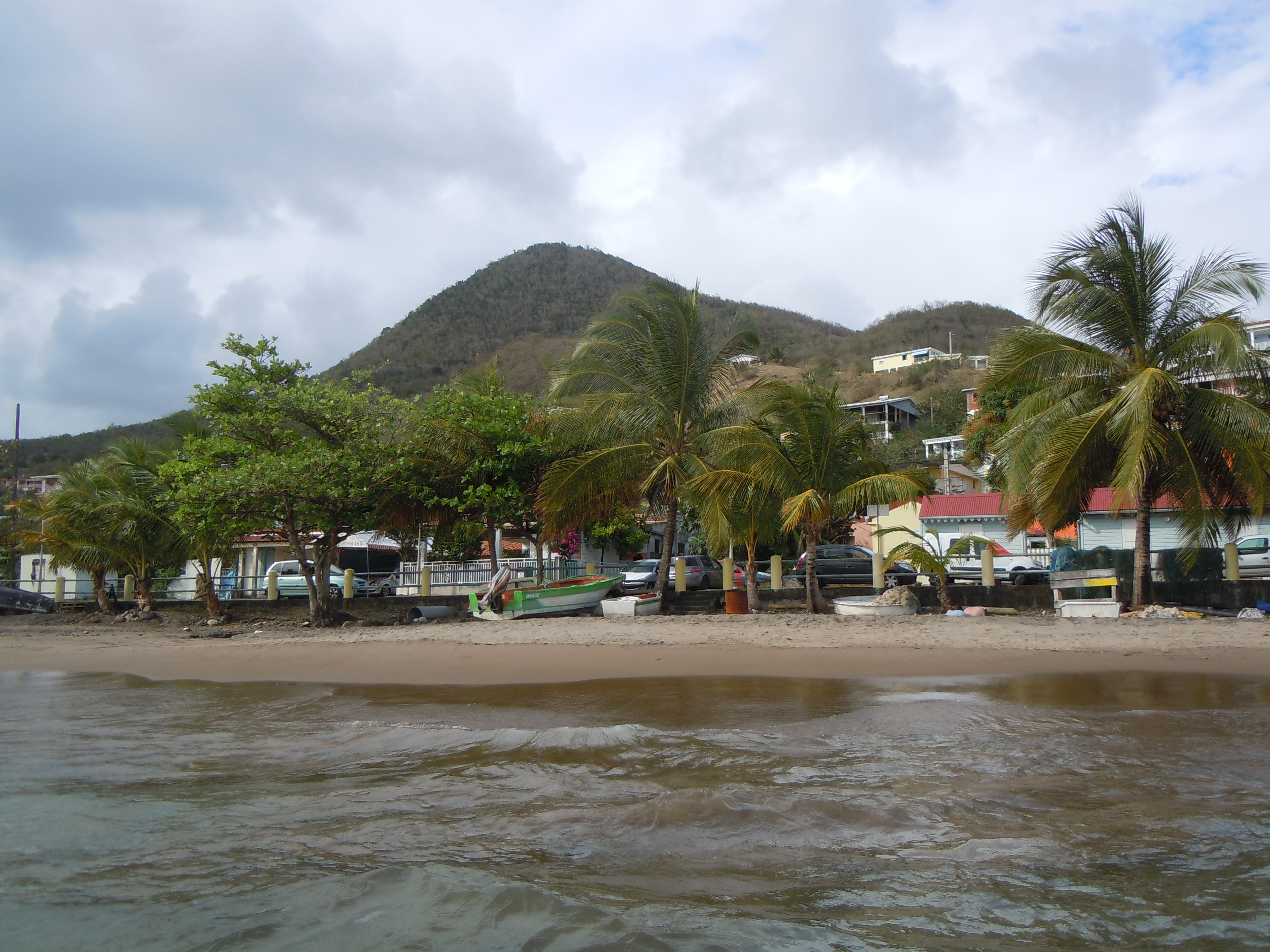
Plage de Petite-Anse, devant le Morne Genty.
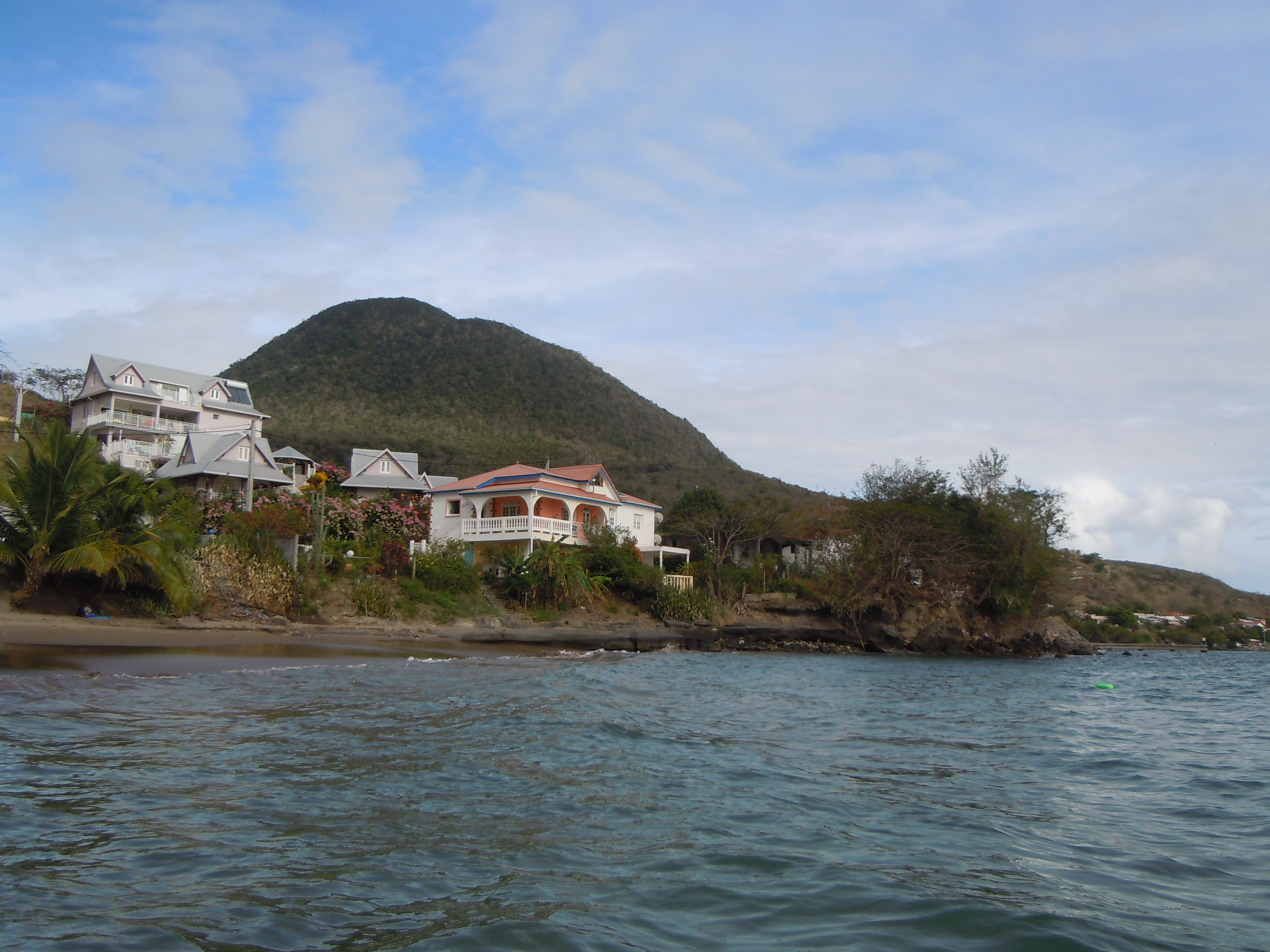
Le morne Larcher, à l'est de Petite-Anse